# Damsterdiep
Le Damsterdiep est un canal néerlandais de la province de Groningue.

## Géographie
Le Damsterdiep relie le canal Van Starkenborgh à Groningue à l'estuaire de l'Ems à Delfzijl. La longueur du canal est de 27 km. Son importance pour la navigation fluviale est réduite à cause de son faible mouillage, surtout depuis la création du canal de l'Ems, qui relie les mêmes villes.
Sur le carrefour du Damsterdiep avec le canal Van Starkenborgh et celui de l'Ems est située la Driewegsluis, une écluse dont la particularité est de posséder trois paires de portes au lieu des deux habituels.
À Appingedam, on a créé un canal de contournement de la ville (par le sud) afin de mieux évacuer l'eau du canal, appelé le Nieuwe Diep.
Sont situés sur le Damsterdiep les villes et villages de Groningue, Oosterhoogebrug, Ruischerbrug, Garmerwolde, Ten Boer, Ten Post, Winneweer, Garrelsweer, Wirdumerdraai, Eekwerderdraai, Appingedam, Tuikwerd en Delfzijl.

## Histoire
Le canal peut être divisé en deux parties :
- Le tronçon Winneweer - Delfzijl perpétue le Delf historique. Ce canal date d'avant l'an 1000 ; pendant longtemps il a conservé une ouverture directe sur la mer. Sous l'impact des marées, le parcours du canal est devenu plus sinueux au fil du temps. Près de Delfzijl il s'est même formé un véritable méandre, le Tuikwerderrak. Plus tard, le canal a été barré à l'aide d'écluses, pour le protéger de l'influence de la mer. Les premières écluses furent construites à Appingedam. Vers 1300 on a fermé l'embouchure du Delf à Delfzijl, à l'aide de trois écluses.
- Le tronçon Ten Post - Groningue est plus récent : il a été creusé vers 1425. Son parcours est beaucoup plus rectiligne.

Le tronçon entre le canal Van Starkenborgh et le Turfsingel dans le centre de Groningue a été comblé.

## Source
- (nl) Cet article est partiellement ou en totalité issu de l’article de Wikipédia en néerlandais intitulé « Damsterdiep » (voir la liste des auteurs).